# DJ Q-Ball
DJ Q-Ball, właśc. Harry Dean Jr (ur. 8 października 1974) – amerykański DJ oraz drugi wokalista grupy Bloodhound Gang. Jest najmłodszym członkiem grupy i zarazem tym który jako ostatni dołączył do zespołu przed trasą w 1995 roku.
Ukończył Owen J Roberts High School w Bucktown (Pensylwania). Jest jednym z trzech członków zespołu (obok Lüpüsa i Jareda), którzy korespondują z fanami przez Internet. Jest też jednym z trzech członków zespołu, którzy ukończyli szkoły z wynikiem bardzo dobrym.
Był prawdopodobnie jedynym członkiem zespołu, który nie znęcał się nad Spankym G, który przyznał to w wywiadzie w roku 1997. Podobnie jak Jimmy Pop, jest fanem Philadelphia Phillies.
W 2007 roku założył wraz z Troyem Walshem hip-hopowy zespół "Federal Moguls", którego pierwsza płyta, "High Risk Investment Planning", jest dostępna nieodpłatnie w Internecie.